# TVN Fabuła
 (avril 2019).
TVN Fabuła est une chaîne polonaise de séries et de films du groupe TVN. La chaîne a été lancée le 16 avril 2015.[réf. nécessaire]